# Día Nacional del Libro (Uruguay)
El Día Nacional del Libro se celebra en Uruguay cada 26 de mayo, desde el año 1940. La fecha conmemora el aniversario de la Biblioteca Nacional de Uruguay, la primera biblioteca pública del país, fundada en 1816, por el Obispo Dámaso Antonio Larrañaga, fruto de la donación de su biblioteca personal más el aporte de otras donaciones. La fecha fue definida a través de una resolución del entonces Consejo de Enseñanza Primaria y Normal (desde 2021, Dirección General de Educación Inicial y Primaria) a través de una resolución con fecha del 3 de julio de 1939.
En 2025, en una conferencia de prensa por el Día del Libro, la Biblioteca Nacional anunció el cierre parcial de sus puertas, debido a problemas de infraestructura.

## Actividades

### Feria del Libro Infantil y Juvenil
En el marco de la fecha, y coincidente con el espíritu de «despertar en los escolares el amor por las buenas lecturas» de la resolución que dio origen al Día Nacional del Libro, la Cámara Uruguaya del Libro y la Intendencia Departamental de Montevideo organizan cada año la Feria del Libro Infantil y Juvenil, la que se lleva a cabo en el atrio del palacio municipal. Entre las actividades que suelen programarse para el evento destacan la presentación de novedades editoriales y la actuación de agrupaciones musicales.

### Suelta de libros
Desde el año 2021, en el marco de la celebración la fecha, las instituciones culturales y educativas, y el Ministerio Nacional de Educación y Cultura, invitan a una «suelta de libros», una actividad consistente en dejar libros en lugares públicos para que otras personas puedan llevárselos o leerlos.